# داگمار پاتراسووا
داگمار پاتراسووا (چکی: Dagmar Patrasová؛ زادهٔ ۲۷ آوریل ۱۹۵۶) بازیگر، مجری تلویزیون و خواننده اهل جمهوری چک است. پاتراسووا با موسیقیدان فلیکس اسلواچک ازدواج کرده است که از او دو فرزند دارد.
از فیلم‌ها یا برنامه‌های تلویزیونی که وی در آن نقش داشته است، می‌توان به بفرمایید شام اشاره کرد.